# Quintillán
Quintillán (oficialmente San Pedro de Quintillán) es una parroquia española del municipio de Forcarey, perteneciente a la provincia de Pontevedra, en la comunidad autónoma de Galicia.

## Historia
Hacia mediados del siglo XIX, la parroquia, ya por entonces perteneciente a Forcarey, tenía contabilizada una población de 220 habitantes. Aparece descrita en el decimotercer volumen del Diccionario geográfico-estadístico-histórico de España y sus posesiones de Ultramar de Pascual Madoz con las siguientes palabras:

QUINTILLAN (San Pedro): felig. en la prov. de Pontevedra (8 leg.), part. jud. de Tabeirós (2 1/2), dióc. de Santiago (5 1/2), ayunt. de Forcarey (1/2). sit. en la falda de una colina que se eleva al SO.; el clima es frio, y los aires mas frecuentes los del NE. Tiene 41 casas en los l. de Quintillan de Abajo y Quintillan de Arriba. La igl. parr. (San Pedro), de la que es aneja la de San Bartolomé de Pereira, está servida por un cura de entrada y patronato ecl. y real. Confina N. Meavia; E. Acibeiro; S. Rivela y Forcarey, y O. Forcarey y Acibeiro. El terreno es gredoso y de inferior calidad; tiene 3 fuentes y un arroyuelo de buenas aguas. Atraviesa por esta parr. el camino que desde Santiago se dirige al Carballino, en mal estado. prod.: maiz, centeno, trigo, patatas, nabos y pastos; se cria ganado vacuno, de cerda, lanar y cabrío; y caza de conejos, liebres y perdices. ind.: la agrícola y 2 molinos harineros. pobl.: 41 vec., 220 alm. contr.: con su ayuntamiento (V.).
(Madoz, 1849, p. 344)

En 2023, tenía empadronados 148 habitantes.